# 하청중학교
하청중학교(河淸中學校)는 대한민국 경상남도 거제시 하청면 하청리에 있는 공립 중학교이다.

## 학교 연혁
- 1946년 8월 13일 : 하청사립초등중학원 설립
- 1946년 9월 3일 : 제1회 입학식
- 1951년 5월 15일 : 하청중학교로 승격 개교
- 1959년 10월 30일 : 공립 하청중학교 개편 인가
- 1960년 3월 3일 : 공립 하청중학교 개교
- 2015년 3월 1일 : 행복학교 선정
- 2022년 9월 1일 : 제33대 이팔홍 교장 부임
- 2023년 1월 10일 : 제75회 졸업(남 21명, 여 16명 계 37명, 총 7,317명)
- 2023년 3월 1일 : 행복학교 재재지정(2023.3.1.~2026.2.28.)
- 2023년 3월 2일 : 2023학년도 입학(남 14명, 여 13명 계 27명)

## 참고 자료
- 하청중학교 - 한국교육학술정보원 학교알리미